# 9384 Aransio
9384 Aransio eller 1993 TP26 är en asteroid i huvudbältet som upptäcktes den 9 oktober 1993 av den belgiske astronomen Eric W. Elst vid La Silla-observatoriet. Den är uppkallad efter den franska staden Aransio.
Asteroiden har en diameter på ungefär 14 kilometer och den tillhör asteroidgruppen Themis.